# Sosnowice (Brzeźnica)
Sosnowice ist eine Ortschaft mit einem Schulzenamt der Gemeinde Brzeźnica im Powiat Wadowicki der Woiwodschaft Kleinpolen in Polen.

## Geschichte
Der Ort wurde im Liber beneficiorum dioecesis Cracoviensis (1470–1480) des Historikers und Geographen Jan Długosz erstmals urkundlich erwähnt. Der Name ist patronymisch abgeleitet vom Vornamen Sosna (sosna bedeutet auch Kiefer) mit dem typischen patronymischen Wortende -(ow)ice.
Das Dorf gehörte damals zum so genannten Radwanitenkorridor. Dieser gehörte zu Polen und verband das Herzogtum Auschwitz, die Lehnsherrschaft des Königreichs Böhmen, im Westen mit seiner Exklave im Osten.
Bei der Ersten Teilung Polens wurden Sosnowice und Pobiedr 1772 Teil des neuen Königreichs Galizien und Lodomerien des habsburgischen Kaiserreichs (ab 1804).
1918, nach dem Ende des Ersten Weltkriegs und dem Zusammenbruch der k.u.k. Monarchie, wurde Sosnowice wieder Bestandteil von Polen. Unterbrochen wurde dies nur durch die Besetzung Polens durch die Wehrmacht im Zweiten Weltkrieg.
Von 1975 bis 1998 gehörte Sosnowice zur Woiwodschaft Bielsko-Biała.

## Sehenswürdigkeiten
- Hilfskirche der Heiligen Jungfrau Maria, gebaut in der 2. Hälfte des 16. Jahrhunderts, auf der Holzarchitekturroute von Małopolska (Kleinpolen);[3]

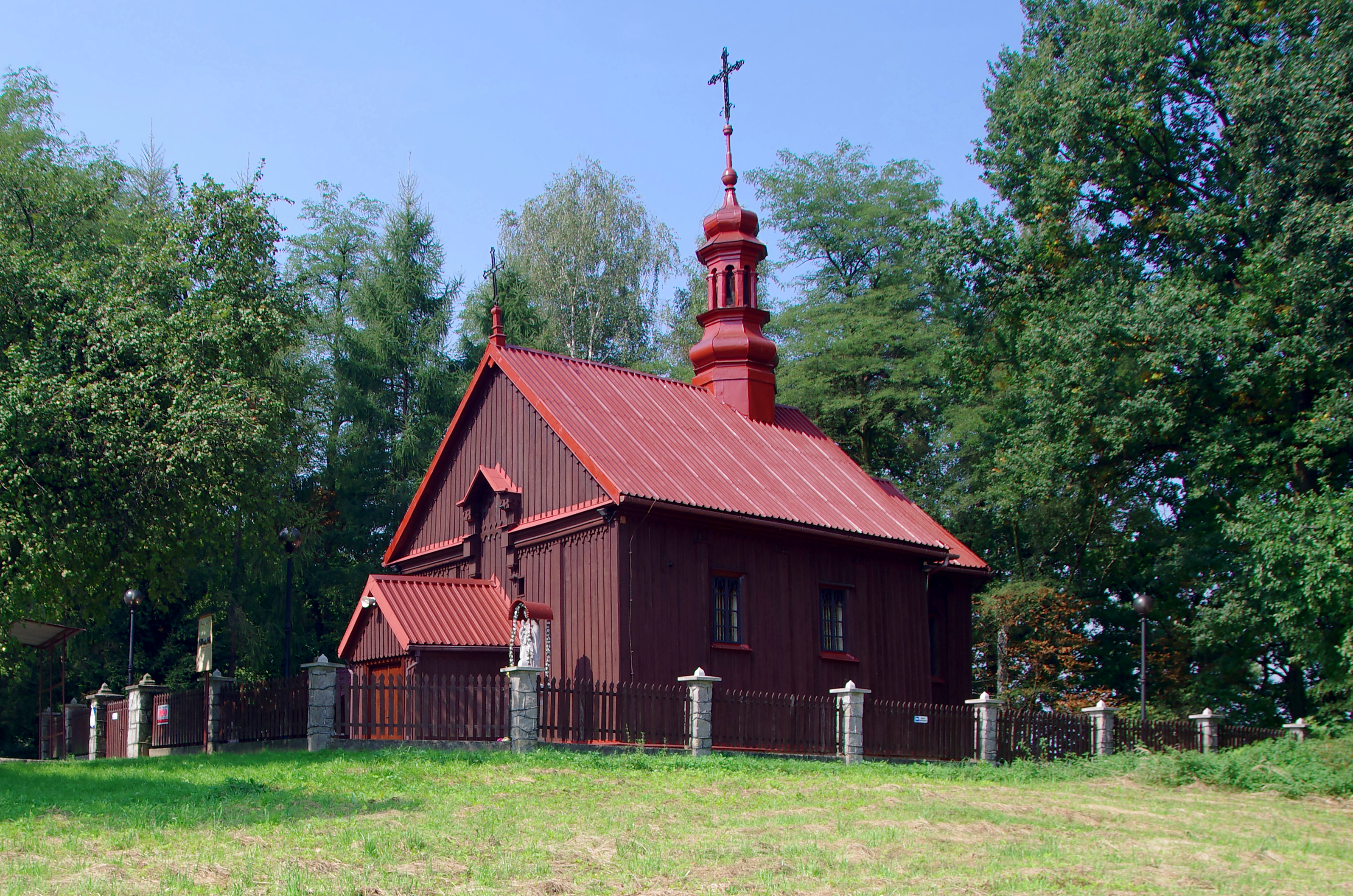